# Kurt Schmalz

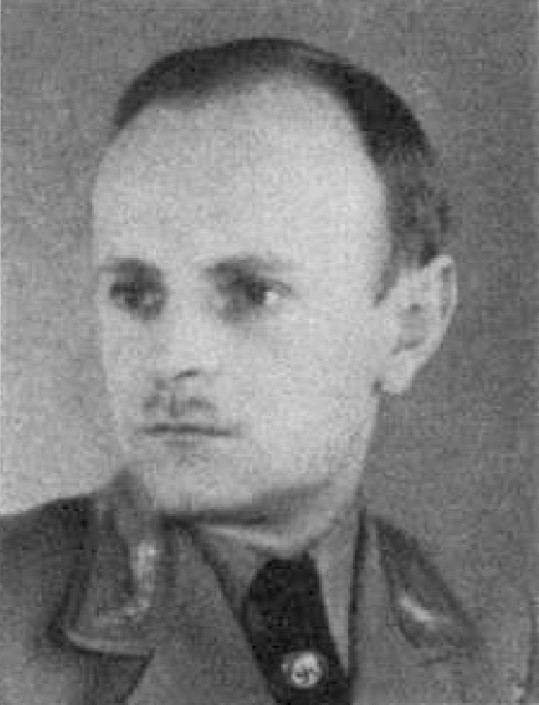
Kurt Schmalz

Kurt Schmalz (* 19. Mai 1906 in Frankfurt (Oder); † 2. November 1964 in Krähenwinkel) war ein deutscher Politiker in der Zeit des Nationalsozialismus. Er war stellvertretender NSDAP-Gauleiter und Mitglied des Reichstages.

## Leben
Schmalz besuchte bis Ostern 1906 die Volksschule in Ströbitz. Es folgten eine dreijährige Konditorlehre und mehrere Anstellungen im Beruf. Schmalz trat am 10. Juli 1925 in die NSDAP (Mitgliedsnummer 9.685) ein. Er war als Ortsgruppenleiter und Bezirksleiter Niederlausitz in SA und Hitlerjugend in der Lausitz aktiv, bevor er 1928 nach Braunschweig übersiedelte.

### NSDAP-Funktionär in Braunschweig

„Nationalsozialisten ringen um Braunschweig“ von Schmalz aus dem Jahre 1934.

In Braunschweig wurde Schmalz Kreisgruppenleiter der NSDAP. Er wurde Mitte 1930 NSDAP-Bezirksleiter für den Freistaat Braunschweig. Im selben Jahr wurde er jüngstes Mitglied des Braunschweigischen Landtages. Landtagspräsident Zörner beschrieb seinen Parteigenossen Schmalz, der einen Sprachfehler aufwies, in einem Brief vom Juni 1932 an den Reichsorganisationsleiter Gregor Strasser folgendermaßen:
„Ich weiß, daß Herr Rust an Schmalz einen Narren gefressen hat und daß Schmalz ein gehorsamer und deshalb bequemer Bürovorsteher (ich finde im Moment keinen passenderen Ausdruck) ohne eigene Meinung ist, der arbeiten kann, aber niemals für den Posten eines Gauleiters ernsthaft in Frage kommen kann…Hinzu kommt, daß er der deutschen Sprache noch nicht ganz sicher ist, so daß ziemliche Schnitzer bei Ansprachen vorgekommen sind.“
Im November 1933 wurde Schmalz Abgeordneter des Reichstages. Den Aufstieg der NSDAP in Braunschweig, an dem er als Redner und Parteifunktionär großen Anteil hatte, beschreibt er in seinem 1934 erschienenen Buch Nationalsozialisten ringen um Braunschweig. Er war von April bis Juni 1933 kommissarischer Leiter des Gaues Süd-Hannover-Braunschweig, bevor er vom 15. April 1933 bis August 1940 Stellvertreter für Gauleiter Bernhard Rust wurde, der als Reichserziehungsminister häufig abwesend war. Im Dezember 1940 wurde Hartmann Lauterbacher als Nachfolger Rusts zum neuen Gauleiter ernannt. Schmalz verlor seinen Posten und wurde im März 1941 als Stellvertreter des Gauleiters Arthur Greiser in den „Warthegau“ nach Posen versetzt.

### Ende des Zweiten Weltkriegs
Als die Rote Armee im Januar 1945 in das Wartheland vorrückte, setzte sich Gauleiter Greiser am 20. Januar aus Posen ab und überließ Schmalz die Fortführung seiner Amtsgeschäfte. Schmalz war somit auch Oberbefehlshaber des Volkssturm im Wartheland, dessen schlecht bewaffnete Verbände er in sinnlose Gefechte gegen die Rote Armee schickte. Er selbst entkam den russischen Truppen und geriet Ende 1945 in britische Internierungshaft, in der er bis April 1947 blieb. Er entzog sich 1950 der Strafverfolgung durch die Staatsanwaltschaft Braunschweig durch mehrjährige Flucht.
Schmalz starb 1964 im niedersächsischen Krähenwinkel.

## Schriften (Auswahl)
- Nationalsozialisten ringen um Braunschweig. Georg Westermann Verlag, Braunschweig 1934, DNB 576040959.